# Кожуховская (станция метро)
«Кожу́ховская» — станция Московского метрополитена на Люблинско-Дмитровской линии. Расположена в Южнопортовом районе (ЮВАО) вдоль одноимённой улицы. Открыта 28 декабря 1995 года в составе участка «Чкаловская» — «Волжская». Односводчатая станция мелкого заложения с одной островной платформой.
Названа по одноимённым улицам и местности, которую нередко путают с находящимся в Восточном административном округе жилым районом Кожухово.

## История
Станция «Кожуховская» была открыта 28 декабря 1995 метро года в составе участка «Чкаловская» — «Волжская», после открытия которого в Московском метрополитене стало 157 станций.
На строительство станции было затрачено 10 млрд рублей.
По данным председателя Контрольно-счётной палаты города Москвы Виктора Двуреченских, станция была построена на 225 % дороже изначальной сметы. Ряд СМИ отмечал, что эта станция московского метрополитена стала самой дорогой.

## Архитектура и оформление
Станция односводчатая, мелкого заложения (глубина — 12 метров), сооружена из монолитного железобетона. В отделке использованы мрамор различных пород, алюминиевый профиль, из которого выполнен карниз эскалаторного павильона, в основе оформления станции — тема развития автомобильного дизайна (неподалёку находится старейший московский автомобильный рынок). Путевые стены, отделанные мрамором, плавно переходят в свод, к которому крепятся оригинальные светильники с кожухами из красного металла. Пол выложен гранитом разных цветов (преимущественно серым).
Разница глубины «Дубровки» и «Кожуховской» составляет 50 метров. Это можно заметить, стоя на первой из них по второму пути и смотря в сторону прибывающего поезда: становится видно, что тоннель поднимается резко вверх сразу за станцией.

## Вестибюли и пересадки
Имеется только один подземный вестибюль — южный, выход по эскалаторам на улицы Южнопортовую, Трофимова, Петра Романова, 5-ю Кожуховскую. В северном торце имеется законсервированный выход с доступом в подсобные помещения, на поверхности имеется лишь задел под вестибюль в виде сквера. Возможна бесплатная пересадка на станцию МЦК Дубровка, расположенную в 700 м на северо-запад от «Кожуховской».

## Перспективы
Существует план объединения Троицкой и Некрасовской линий. Станция «Кожуховская» может стать пересадочной на перспективную станцию центрального участка новой хордовой линии.

## Пассажиропоток
По состоянию на 2002 год, пассажиропоток станции составил 28 200 человек.

## Произношение
Два варианта названия улицы и станции метро — «Кожу́ховская» или «Кожухо́вская» — встречаются в различных словарях русского языка (смотрите, например, «Словарь улиц Москвы»), однако традиционным в Москве считается произношение «Кожу́ховская» — так название станции объявляет автоинформатор.

## Наземный общественный транспорт
На этой станции можно пересесть на следующие маршруты городского пассажирского транспорта:
- Автобусы: 736, с790, 831, с835, 888, 944, т38

## Галерея
| - Зал станции. 4 сентября 2011 года. - Скамья со станционным указателем - Освещение - Задел под будущий вестибюль. 27 февраля 2015 года. |

## Станция в цифрах
- Таблица времени прохождения первого поезда через станцию[10]:

| По чётным числам              | Будние дни | Выходные дни |
| По нечётным числам            | Будние дни | Выходные дни |
| В сторону станции «Дубровка»  | 05:40:00   | 05:40:00     |
| В сторону станции «Дубровка»  | 05:40:00   | 05:40:00     |
| В сторону станции «Печатники» | 06:03:00   | 06:03:00     |
| В сторону станции «Печатники» | 06:03:00   | 06:03:00     |